# Маунт-Кармел (кладбище)
Маунт-Кармел — еврейское кладбище в Нью-Йорке.
Мемориальный комплекс Маунт-Кармел был назван в честь горы Кармель в стране Израиля. Располагается на территории более 100 акров на границе Куинса и Бруклина в Нью-Йорке.
Основан в начале XX века, на его территории расположены усыпальницы более 85 тысяч жителей США. Среди них многие известные деятели искусства и культуры — писатель Шолом-Алейхем, редактор и журналист Авраам Каган, поэт Морис Розенфельд, политик Мейер Лондон, театральный деятель Яков Адлер, правозащитница и конгрессмен Белла Абзуг, комедийный актёр Генни Янгман, актёр Джордж Тобиас, поэт, драматург и композитор Ильяс Малаев, а также Мендель Бейлис и многие другие.
Включает 5 секций — в Глендейле и Риджвуде. В последние 25 лет после большой иммиграции бухарских евреев из Средней Азии в США, особенно в Нью-Йорк, ныне покойный доктор наук Меер Биняминов купил участок на кладбище для своей общины, и там есть части, где покоятся бухарские евреи, включая известных деятелей искусства и культуры.